# Марка частной почты

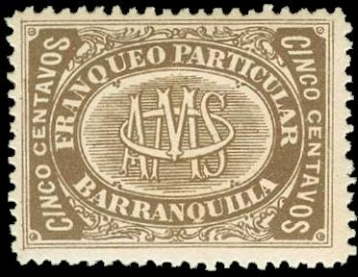

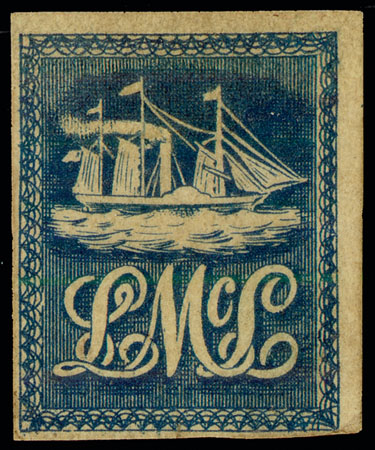
Леди Маклеод, Тринидад, 1847. Первая в мире марка частной почты и первая марка Британских колоний

Марка частной почты, или частная марка, — полуофициальная марка местного значения, которая выпущена частной почтой и предназначена для оплаты сбора за пересылку корреспонденции.

## Описание
В большинстве случаев марки частной почты эмитировались в местах, не обслуживаемых государственной почтой, и служили для оплаты доставки отправлений до ближайшего государственного почтового отделения.
Марки частных почт следует отличать от фантастических марок (синдерелл), а также от марок городской почты.

## Примеры
Выпускавшие такие марки частные почты работали во многих городах Германии (в частности, в Саксонии) до 1900 года, а также в таких государствах, как Дания, Норвегия, Швеция, Колумбии[≡] и др.

Примеры марок частной почты Турн-и-Таксис (1859)
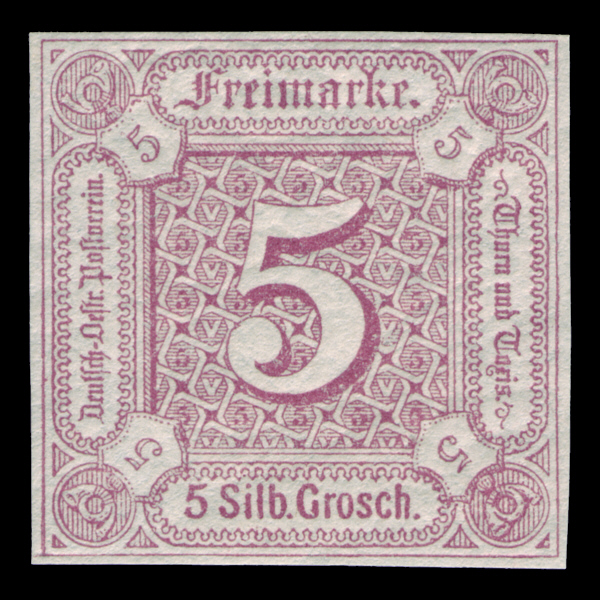
5 зильбергрошей[англ.] (Mi #19)
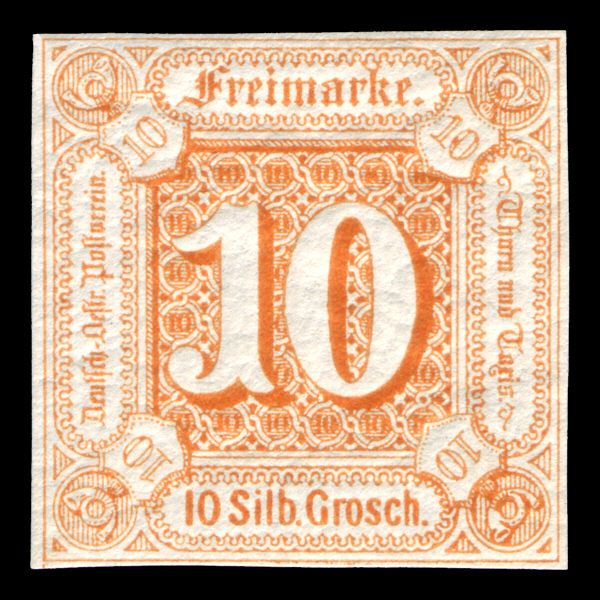
10 зильбергрошей (Mi #19)

В наши дни частные почты функционируют, например, на некоторых принадлежащих Великобритании небольших прибрежных островах (Ланди, Герм и т. д.).